# Конвой PQ 5
Конвой PQ 5 (англ. Convoy PQ 5) — арктичний конвой транспортних суден у кількості 7 одиниць (2 радянських та 5 британських), що у супроводженні союзних кораблів ескорту прямував від берегів Ісландії до радянського порту Архангельськ. 27 листопада 1941 року конвой вийшов з Хваль-фіорду та без подій прибув до Архангельська 13 грудня 1941 року.

## Кораблі та судна конвою PQ 5

### Транспортні судна
| Назва                   | Прапор          | Тоннаж (GRT) | Прим.                         |
| ----------------------- | --------------- | ------------ | ----------------------------- |
| Briarwood (1930)        | Велика Британія | 4 019        | Судно командора конвою        |
| Chulmleigh (1930)       | Велика Британія | 5 445        |                               |
| Empire Stevenson (1941) | Велика Британія | 6 209        |                               |
| Комілес (1932)          | СРСР            | 3 962        |                               |
| Петровський (1921)      | СРСР            | 3 771        |                               |
| St Clears (1936)        | Велика Британія | 4 312        | Залишився у Росії на всю зиму |
| Trehata (1928)          | Велика Британія | 4 817        |                               |

### Кораблі ескорту
| Назва                         | Прапор                                  | Тип корабля                       | Прим.                  |
| ----------------------------- | --------------------------------------- | --------------------------------- | ---------------------- |
| Ближній та океанський ескорти |                                         |                                   |                        |
| «Брамбл»                      | Військово-морські сили Великої Британії | тральщик типу «Гальсіон»          | 7-13 грудня            |
| «Сігал»                       | Військово-морські сили Великої Британії | тральщик типу «Гальсіон»          | 7-13 грудня            |
| «Хазард»                      | Військово-морські сили Великої Британії | тральщик типу «Гальсіон»          | 27 листопада-7 грудня  |
| «Гебе»                        | Військово-морські сили Великої Британії | тральщик типу «Гальсіон»          | 27 листопада-7 грудня  |
| «Шарпшутер»                   | Військово-морські сили Великої Британії | тральщик типу «Гальсіон»          | 27 листопада-13 грудня |
| «Шеффілд»                     | Військово-морські сили Великої Британії | Легкий крейсер типу «Таун» (1936) | 30 листопада-7 грудня  |